# Baiano (Spoleto)
Madonna di Baiano è una frazione del comune di Spoleto, in provincia di Perugia, situata in pianura a 324 m s.l.m..
Secondo i dati del censimento Istat del 2001, gli abitanti sono 922.
Questo piccolo centro ha conosciuto un rapido sviluppo nel XX secolo attorno al locale stabilimento militare di munizionamento terrestre (S.M.M.T.), già assurto alle cronache nazionali per essere stato sede di smantellamento dell'arsenale italiano di mine antiuomo e oggetto di una esplosione accidentale il 10 aprile 2005.
Altro luogo di interesse è Villa Gelosi (oggi Leonetti), eretta tra il XV e il XVI secolo, in una stanza sono conservati affreschi della Storia dell'arca di Noè (1572) de Lo Spagnolo . Vi dormì Galileo Galilei in viaggio per Roma.
La frazione è servita dalla stazione ferroviaria "Baiano di Spoleto" posta sulla linea Roma-Ancona.